# Женски султанат
Женският султанат (на турски: Kadınlar saltanatı и на османски турски: قادينلر ساطنتي) е период в историята на Османската империя, през който основно влияние върху управлението и държавните дела играят Харем-и Хумаюн и институтът на Валиде султан.  За начало на женския султанат се счита 1550 г., а за негов край - 1656 г. 
Термина „женски султанат“ въвежда османският историк Ахмет Рефик Алтънай през 1916 г. със своята едноименна книга, в която посочва женския султанат като причина за упадъка на империята. . Това едностранчиво схващане е отдавна опровергано от съвременната османистика. Историци като Лесли Пирс, Илбер Ортайлъ и редица други считат точно обратното. 
До времето на Александра Лисовска жените от харема не играят роля в управлението на империята. Три години след провъзгласяването на Руското царство това се променя. След Хюрем се изреждат две хасеки венецианки, а именно Нурбану Султан и Сафийе Султан, съответно съпруги на Селим II и Мурад III и майки на Мурад III и Мехмед III. Времето им не е особено запомнящо се, но влиянието на жените в двореца достига нов връх при прякото управление на Кьосем Султан от гръцки произход, която е майка на двама османски султани – Мурад IV и Ибрахим I. В крайна сметка властната Кьосем е убита, а нейното място като валиде заема Хатидже Турхан, която по народност е като Хюрем. 
Регентството на Хатидже Турхан бележи края на султаната на жените: управлението на нейния син Мехмед IV започва с назначението на Кьопрюлю Мехмед паша за велик везир през 1656 г., с което приключва и така нареченият женски султанат.
По време на султаната на жените валиде упражнява значително влияние върху вътрешната и външната политика на Османската империя. Още при Сюлейман Великолепни започва разцвет на изкуството, културата и строителството. След сключването на френско-османски алианс културният обмен между империята и Европа на класицизма се засилва. Въпреки някои неблагополучия в османското управление след убийството на Соколлу Мехмед паша и увеличаването на корупцията при Мурад III, османците проключват успешно дългата война, а след успешната война с Персия (1623 - 1639) на изток те завладяват и Месопотамия, с което империята укрепва във времето на така наречената обща криза в Европа. Това позволява на Османската империя да достигне най-голямото си териториално разширение през епохата Кьопрюлю (1683). 